# Ricky Martin (álbum de 1991)
Ricky Martin es el primer álbum de estudio debut homónimo del cantante puertorriqueño Ricky Martin, lanzado al mercado por Sony Music Latin y Columbia Records el 26 de noviembre de 1991, tras separarse como integrante de la boy band Menudo. El álbum fue dirigido y producido por el compositor y productor musical español Mariano Pérez Bautista, el álbum cuenta con 11 canciones.

## Antecedentes
En 1989 se muda a México, donde interpretó uno de los personajes protagónicos en la telenovela Alcanzar una estrella II (1991). Al mismo tiempo, trató de desarrollar su mayor pasión: la música, lo que resultó en el lanzamiento de su primer álbum solista en español dos años después, titulado simplemente Ricky Martin.
Ricky Martin alcanzó el puesto número cinco en el Latin Pop Albums en los Estados Unidos y vendió más de 500.000 copias en todo el mundo. fue certificado con disco de oro en México, Chile, Argentina, Colombia y Puerto Rico.

## Lista de canciones
| Ricky Martin |                                               |                                                                                              |                        |          |  |
| N.º          | Título                                        | Escritor(es)                                                                                 | Productor (es)         | Duración |  |
| 1.           | «Fuego contra fuego»                          | Mariano Pérez · Carlos Gómez                                                                 | Mariano Pérez Bautista | 4:16     |  |
| 2.           | «Dime que me quieres» (Bring a little lovin') | Harry Vanda · George Young Adapt: al español: Mariano Pérez                                  | Mariano Pérez Bautista | 3:16     |  |
| 3.           | «Vuelo»                                       | Fernando Riba · Kiko Campos                                                                  | Mariano Pérez Bautista | 3:59     |  |
| 4.           | «Conmigo nadie puede» (Comigo ninguém pôde)   | Michael Sullivan · Paulo Massadas Adapt: al español: Rodolfo Tovar                           | Mariano Pérez Bautista | 3:17     |  |
| 5.           | «Te voy a conquistar» (Voy te conquistar)     | Michael Sullivan · Paulo Massadas Adapt: al español: Karen Guindi                            | Mariano Pérez Bautista | 4:16     |  |
| 6.           | «Juego de ajedrez»                            | Manuel Pacho                                                                                 | Mariano Pérez Bautista | 3:08     |  |
| 7.           | «Corazón entre nubes» (Coração na nuvens)     | Marcos Valle · Carlos Colla Adapt: al español: Karen Guindi                                  | Mariano Pérez Bautista | 3:44     |  |
| 8.           | «Ser feliz»                                   | Michael Sullivan · Paulo Massadas Adapt: al español: Karen Guindi                            | Mariano Pérez Bautista | 4:41     |  |
| 9.           | «El amor de mi vida»                          | Eddie Sierra                                                                                 | Mariano Pérez Bautista | 4:57     |  |
| 10.          | «Susana» (Suzanne)                            | Caroline Bogman · Fredy Lancee · Mark Foggo Adapt: al español: Rodolfo Tovar · Mariano Pérez | Mariano Pérez Bautista | 4:57     |  |
| 11.          | «Popotitos»                                   | Larry Williams                                                                               | Mariano Pérez Bautista | 3:17     |  |
| 43:34        |                                               |                                                                                              |                        |          |  |

© MCMXCI. Sony Music Entertainment (México) S.A. de C.V.

## Sencillos
- 1991: «Fuego contra fuego» (con vídeoclip)
- 1992: «El amor de mi vida» (con vídeoclip)
- 1992: «Vuelo» (con vídeoclip)
- 1992: «Dime que me quieres»
- 1992: «Susana»
- 1992: «Ser feliz»

## Posicionamiento en listas
| Listas (1992)                                   | Máxima posición |
| ----------------------------------------------- | --------------- |
| U.S. Billboard Latin Pop Albums[cita requerida] | 5               |

### Posicionamiento en listas en fin del año
| Lista (1992)                    | Máxima posición |
| ------------------------------- | --------------- |
| U.S. Billboard Latin Pop Albums | 12              |